# دون لي (ممثل)
دون لي (بالإنجليزية: Don Le)‏ هو مخرج وممثل أمريكي، ولد في 20 سبتمبر 1983 في الولايات المتحدة.

## أعمال

### أفلام
- (2005) المدرب كارتر[4]

## وصلات خارجية
- دون لي على موقع IMDb (الإنجليزية)